# Herbert Blunt
Herbert King Blunt (New York, 9 luglio 1964) è un ex cestista statunitense, professionista in Argentina e in Spagna.

## Palmarès
- USBL All-Defensive Team (1988)
- Miglior stoppatore USBL (1988)